# Officier et Top-model
Pour plus de détails, voir Fiche technique et Distribution.
Officier et Top-model (Policewoman Centerfold) est un téléfilm américain de Reza Badiyi, diffusé le 17 octobre 1983 sur le réseau NBC.

## Synopsis
Une policière, mère célibataire, est menacée de renvoi pour avoir posée nue dans un magazine érotique.

## Fiche technique
- Titre original : Policewoman Centerfold
- Titre français : Officier et top-model
- Réalisation : Reza Badiyi
- Scénario : Jan Worthington
- Décors : Joseph M. Altadonna
- Costumes : Shari Feldman, Irwin Rose
- Photographie : Woody Omens
- Montage : Robert Florio
- Musique : Fred Karlin
- Production : Robert M. Sertner
  - Production déléguée : Frank von Zerneck
  - Production associée : Marilyn Berro
- Société(s) de production : Moonlight Productions
- Société(s) de distribution : NBC
- Pays d'origine : États-Unis
- Année : 1983
- Langue originale : anglais
- Format : couleur – 35 mm – 1,33:1 – mono
- Genre : drame
- Durée : 100 minutes
- Dates de sortie : 
  -  États-Unis : 17 octobre 1983 sur NBC

## Distribution
- Melody Anderson : Jennifer Oaks
- Ed Marinaro (en) : Nick Velano
- Greg Monaghan : Chris Sands
- Bert Remsen : Capitaine David Buckman
- David Spielberg : Steve Jones
- Michael LeClair : Skip Oaks
- David Haskell : Todd Walker
- Jerry Supiran : Tommy Oaks
- Corinne Carroll : Betty Oaks
- Donna Pescow : Sissy Owens
- Jill Jacobson : Annie

## Distinction

### Nomination
- Young Artist Awards 1985 :
  - "Meilleur acteur dans un téléfilm familial" pour Jerry Supiran